# 阮通

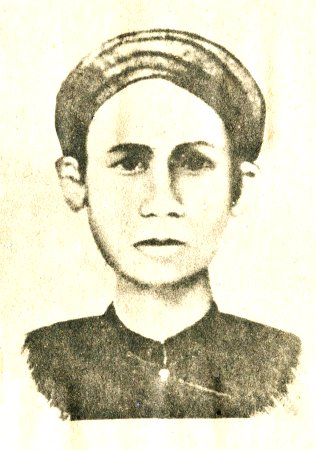
阮通

阮通（越南语：／，1827年5月28日—1884年8月27日），原名阮泰通（越南语：／），字希汾（越南语：／），號遯庵（越南语：／），別號淇川（越南语：／），越南阮朝大臣、史學家。

## 生平
阮通是嘉定省新安府新盛縣盛會下總平清村（今隆安省周城縣富義治社）人，明命八年（1827年）出生。10歲時，母親去世，17歲時，父親又去世。紹治四年（1844年），阮通到順化求學。嗣德二年（1849年），阮通參加嘉定場鄉試，考中舉人。阮通的親朋都勸阮通繼續等待來年的會試，但他為補貼家用，選擇以舉人身份出仕為官。阮通第一份職務是擔任安江省豐富縣訓導。嗣德八年（1855年），阮通被召回順化，改任內閣修撰，參與修訂《人事金鑑》。書成後升授著作。
嗣德十二年（1859年），法國入侵，阮通上書從軍。嗣德十四年（1861年），南圻經略大使潘清簡舉薦阮通為永隆省督學。當時，南圻六省紳士在永隆省城合力修建文廟，並在廟旁建萃文樓，阮通時常在此講學。許多南圻士子投在阮通門下學習。永隆省從此文風漸開。在永隆期間，他還主持將南圻隱士武長纘的墳墓遷至永隆，並撰寫《嘉定隱士武長纘墓誌銘》。
嗣德二十年（1867年），阮通升侍講學士，領慶和按察使。嗣德二十二年（1869年），阮通上疏請求旌表潘清簡自殺殉節一事，但沒有被採納。次年（1870年），阮通回任辦理刑部。同年冬，升授光祿寺卿，領廣義布政使。在任期間，阮通一方面上疏興修水利、栽種樹木、申定史學、請求頒賜書籍，均獲嗣德帝允准；另一方面在省內清查積弊，彈壓豪強。結果他任職不滿一年，便因干涉命案而被撤職查辦。當時廣義百姓對阮通去職多有不滿。欽差阮炳路過廣義，廣義百姓向阮炳申訴，請求將阮通留任廣義。阮炳將此事上報朝廷，但未獲允准。不久阮通被貶到藏書樓檢編所效力。他隨後請假回平順山莊養病。
嗣德二十七年（1874年），阮通起復為司務，領禮部主事。隨後廷議升領國子監司業，與裴約、黃用賓一起編修《欽定越史通鑑綱目》。嗣德三十年（1877年），阮通上疏，請求回鄉開墾平順省上游山地。因此升授侍講學士，充平順營田使。隨後又升授光祿寺少卿，領平順布政使。但不久，阮通便因病辭官。
嗣德三十二年（1879年），平順山地民族掀起暴動，嗣德帝命阮通和典農使潘忠平定暴動。暴動平息後，阮通因功升授鴻臚寺卿，充典農副使，兼領學政。
建福元年七月七日（1884年8月27日），阮通去世，壽五十八歲。葬在今平順省潘切市富諧坊。在阮通的故鄉，隆安省周城縣富義治社平治二邑，則建有阮通紀念區。

## 評價
- 《大南正編列傳二集 阮通傳》：“通學問淵博，奏議頗有識力，在庭諸臣多器重之。”[2]

## 著作
阮通學識淵博，著作頗豐。著有《越史綱鑑考略》、《臥遊巢詩文集》、《遯庵文集》、《淇川詩文抄》、《淇川公牘》等。

## 子女
- 子阮仲耒，蔭生。
- 女阿珊，校訂《越史綱鑑考略》[5]。

## 來源
1. ↑  .   [2018-02-12]. （原始内容存档于2016-10-11）.
2. 1 2 3 4 5 6  《大南實錄》正編列傳二集 卷三十七 阮通傳
3. ↑  .   [2018-02-12]. （原始内容存档于2018-02-12）.
4. ↑  .   [2018-02-12]. （原始内容存档于2018-02-13）.
5. ↑  .   [2018-02-12]. （原始内容存档于2018-02-12）.